# Борис Балаш
Борис Балаш (Карловац, 26. јануар 1914 — ) био је учесник Народноослободилачке борбе и генерал-мајор ЈНА.

## Биографија
Основну школу и шест разреда гимназије завршио је у Карловцу, где је затим радио у очевој трговини као трговачки помоћник. Ту је 1936/1937. похађао Инжењеријску школу резервних официра. Члан КПЈ био је од 1939, а 1941. се прикључио Народноослободилачкој борби.
Током рата био је политички комесар и командант Жумберачко-покупског НОП одреда, заменик команданта Тринаесте пролетерске бригаде, командант Карловачке бригаде и начелник штаба 34. дивизије те већник ЗАВНОХ-а и Другог заседања АВНОЈ-а. 
После ослобођења завршио је Вишу војну академију ЈНА (1951) и обављао високе војне функције: био је начелник штаба 1. хрватске дивизије КНОЈ-а, начелник штаба Десетог загребачког корпуса и остало. Пензионисан је 1963. године. 
Био је члан Савета републике СР Хрватске. 
Носилац је Партизанске споменице 1941, Ордена братства и јединства са златним венцем и других одликовања.